# Maisons-Laffitte
Maisons-Laffitte là một xã trong vùng đô thị Paris, thuộc tỉnh Yvelines, vùng hành chính Île-de-France của nước Pháp, có dân số là 21.856 người (thời điểm 1999). Thành phố cách Paris khoảng 18 km về phía tây-bắc.